# 新知村
新知村（しんちむら）は、愛知県知多郡にかつて存在した村。
現在の知多市中心部付近（新知・朝倉町など）に該当する。

## 歴史
- 1878年（明治11年）12月28日 - 古見村と朝倉村が合併し、新知村となる。
- 1889年（明治22年）10月1日 - 町村制により、新知村が発足。
- 1906年（明治39年）5月1日 - 八幡村、佐布里村と合併し、八幡村が発足。同日新知村は廃止。